# Berg en Dal
Berg en Dal (el nombre significa «Colina y Valle») es un municipio y una localidad de la Provincia de Güeldres de los Países Bajos, creado el 1 de enero de 2015 por la fusión de tres antiguos municipios: Groesbeek, Millingen aan de Rijn y Ubbergen.

## Galería

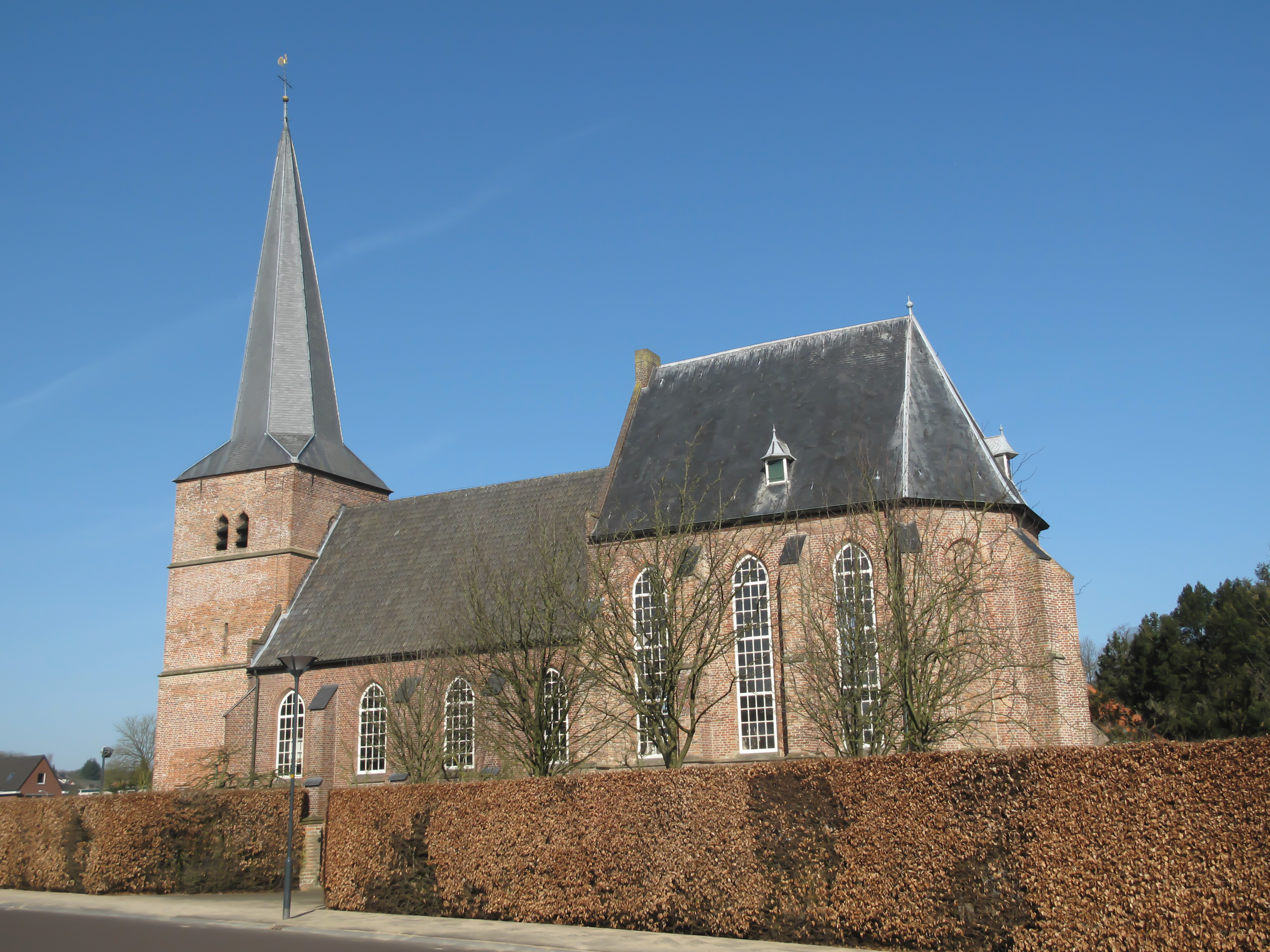
Groesbeek, la iglesia protestante
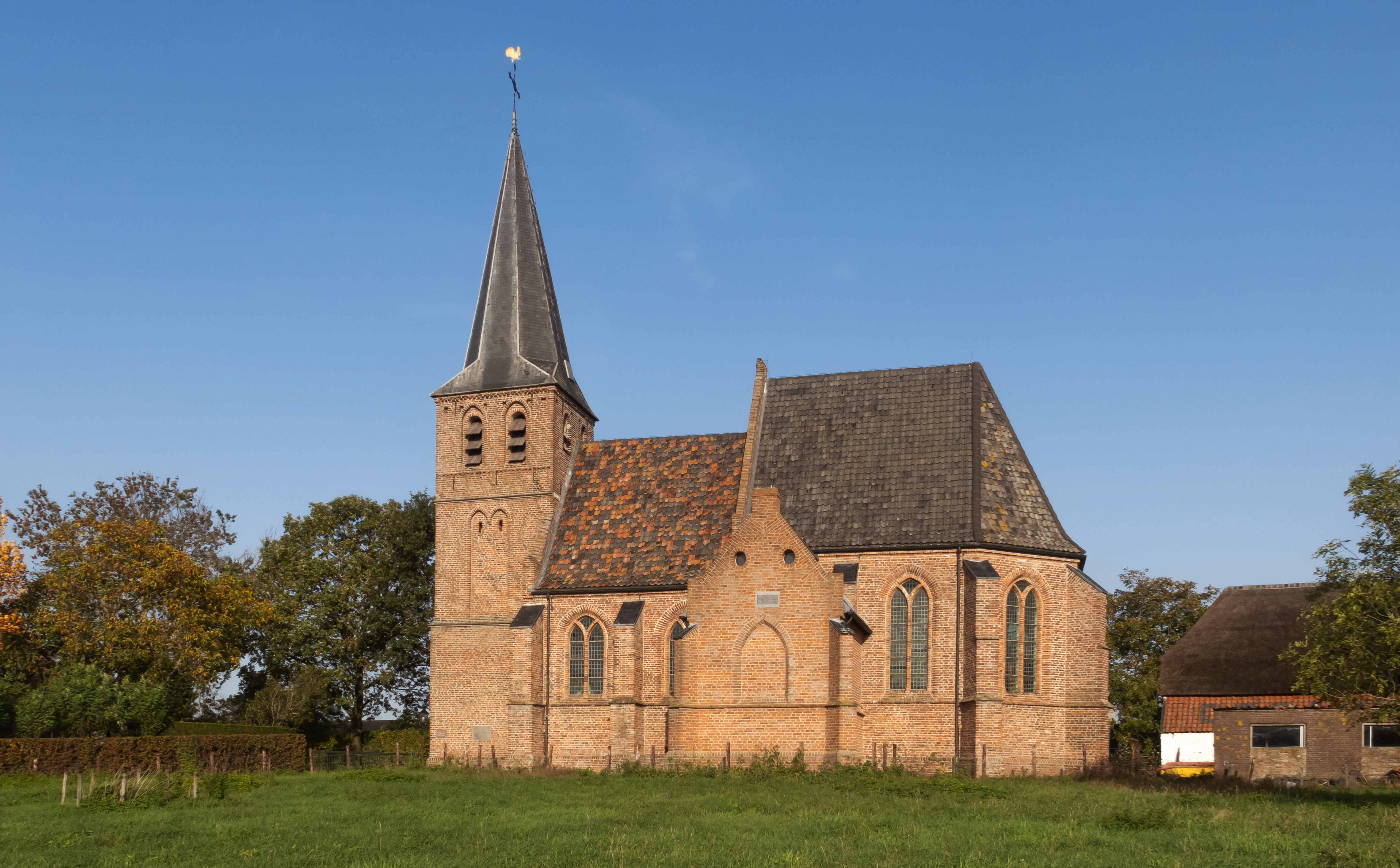
Persingen, la antigua iglesia del pueblo
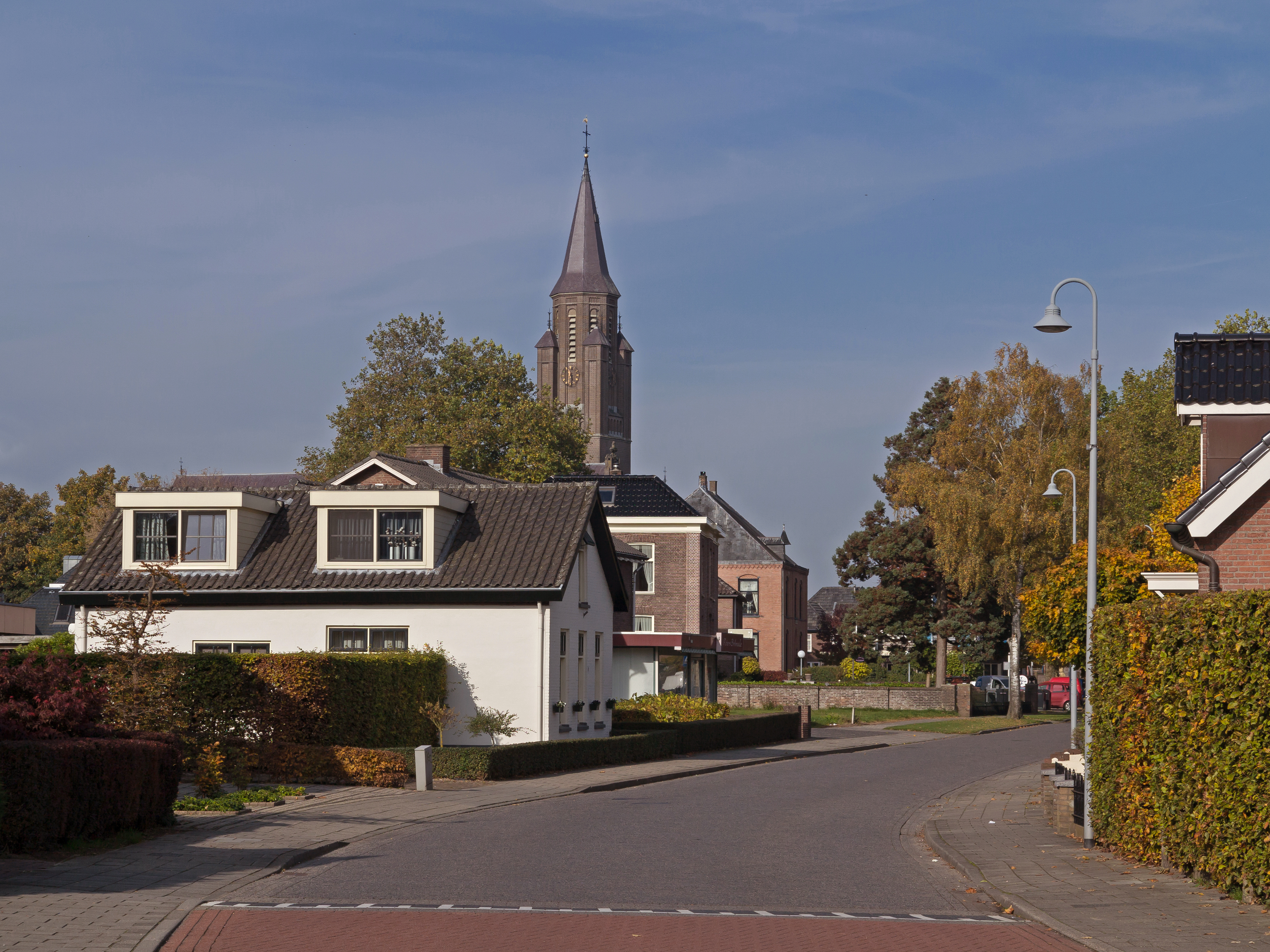
Millingen ad Rijn, el torre de la iglesia (la Sint-Antonius van Paduakerk)
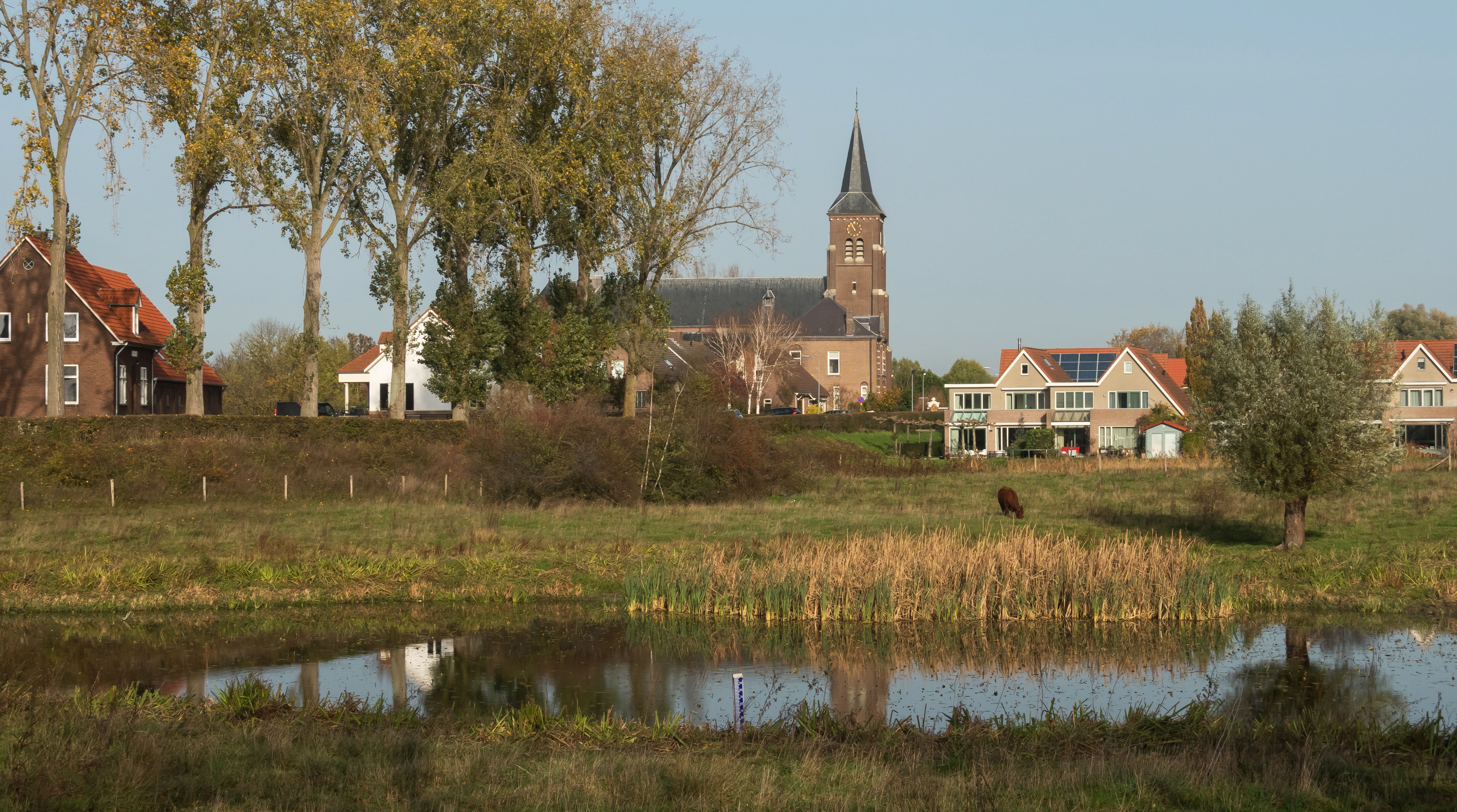
Ooij, la iglesia (la Sint-Hubertuskerk) en el pueblo
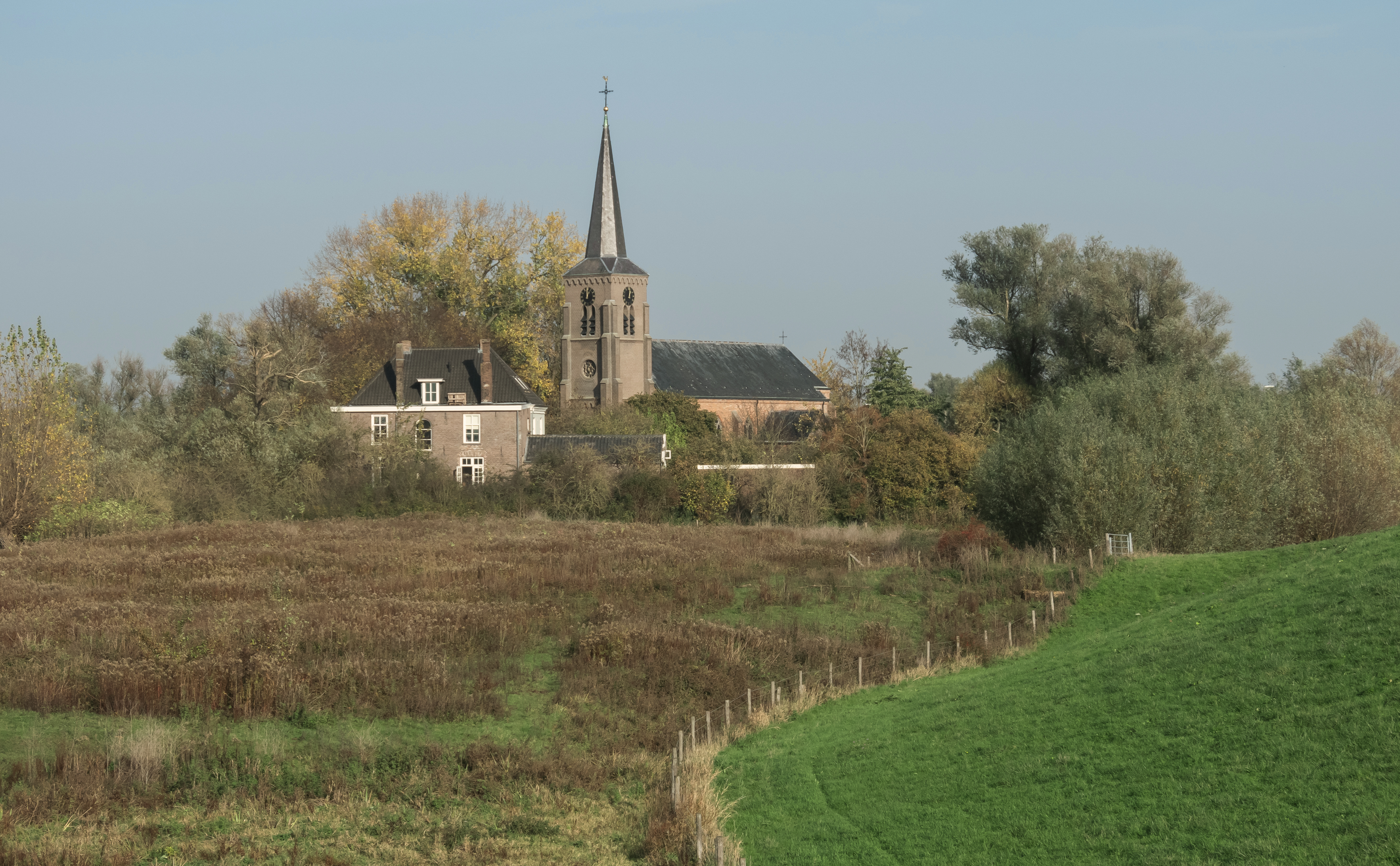
Kekerdom, la iglesia (la Laurentiuskerk) desde el Duffeltdijk
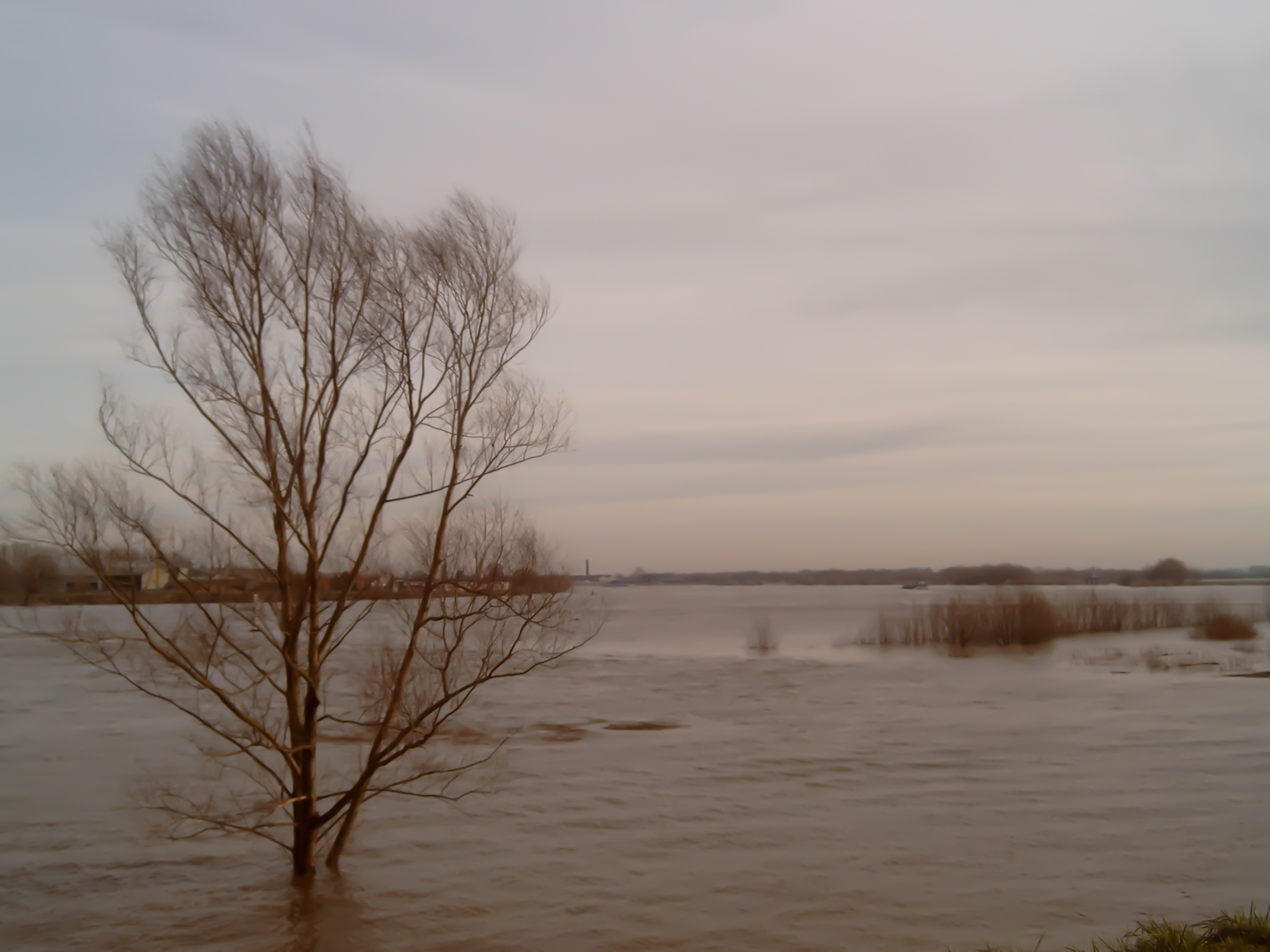
Erlecom, el rio Waal
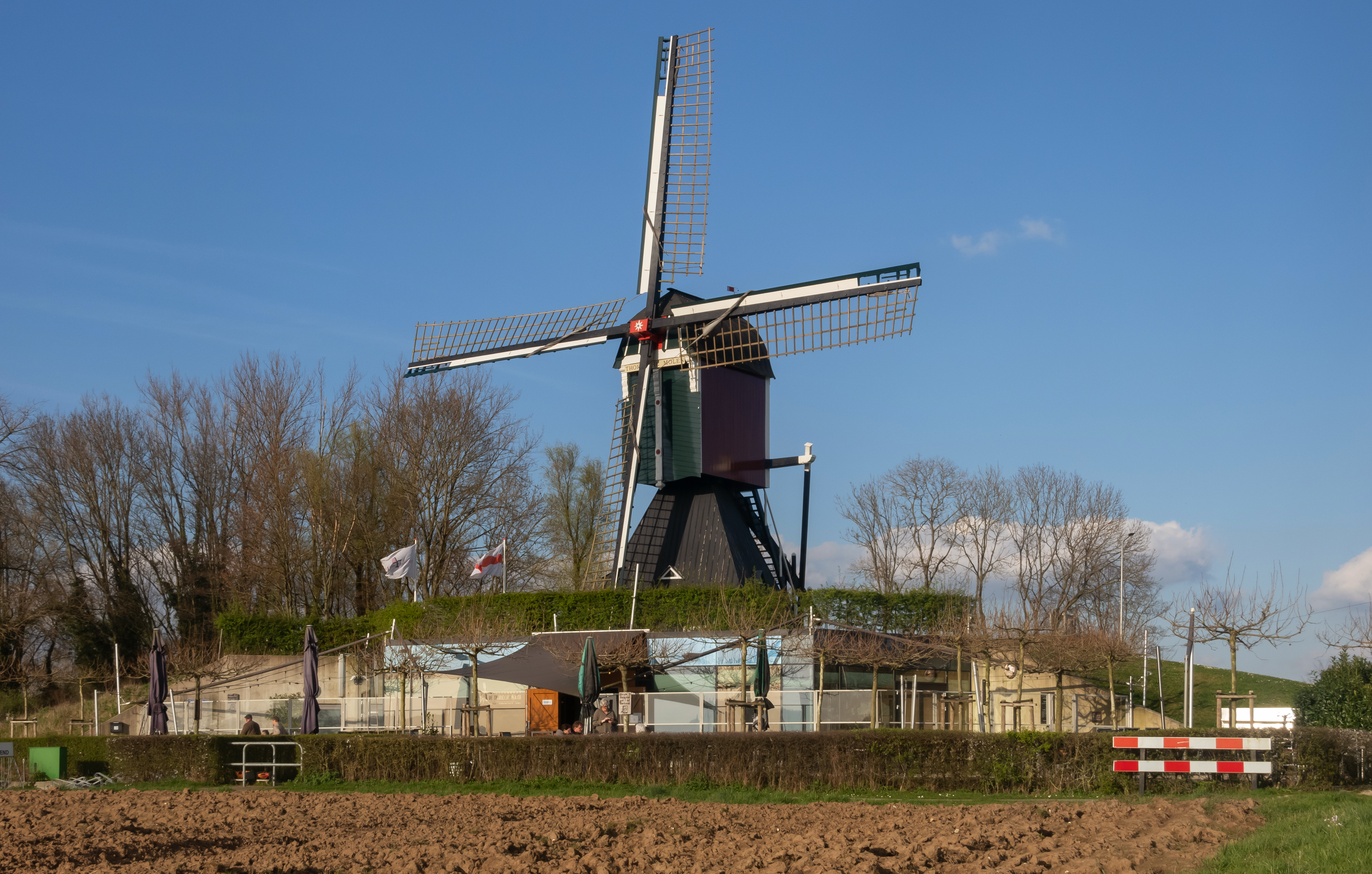
Wercheren, el molino: el Thornsche Molen
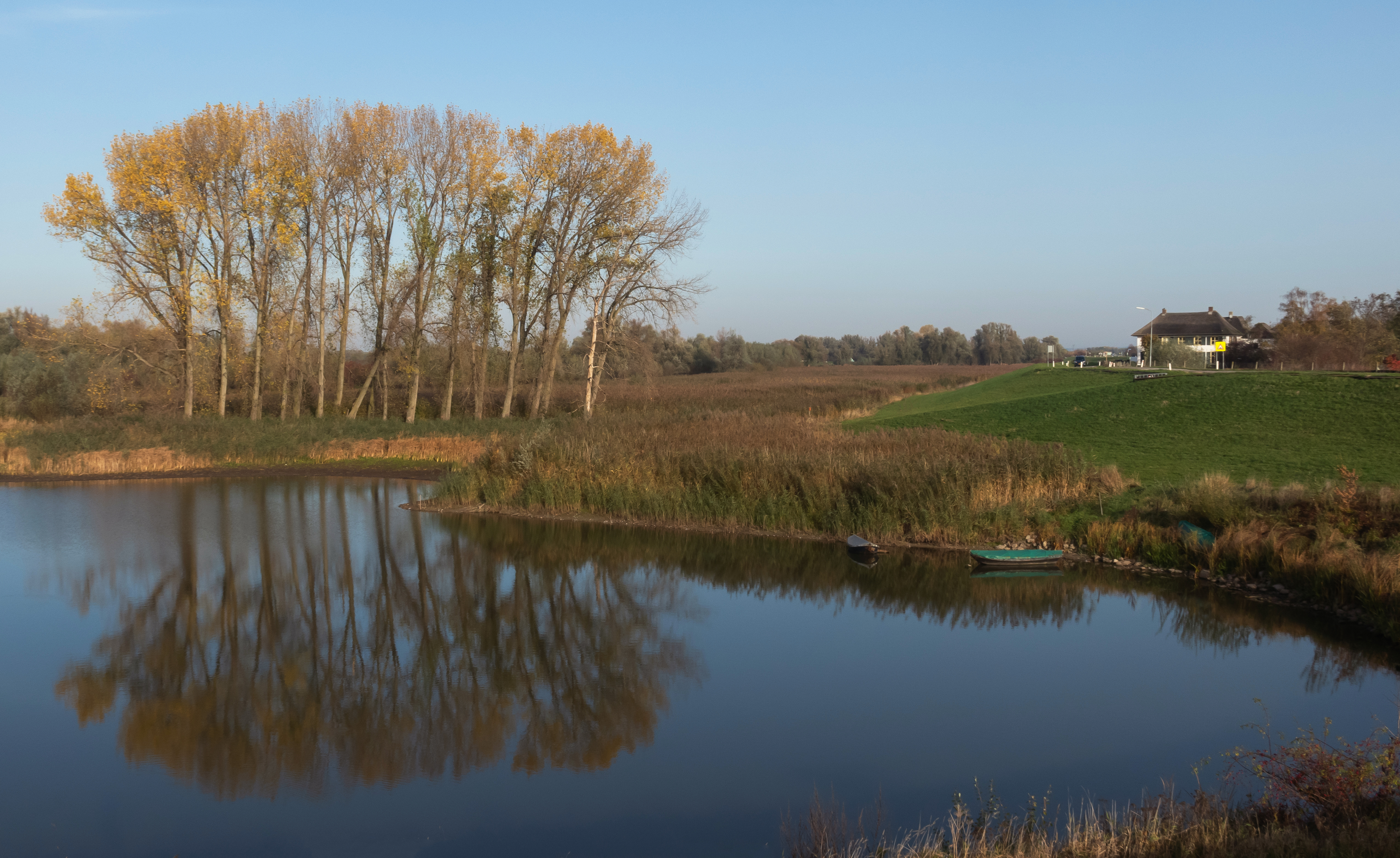
cerca Ooij, árboles al final del Oude Waal
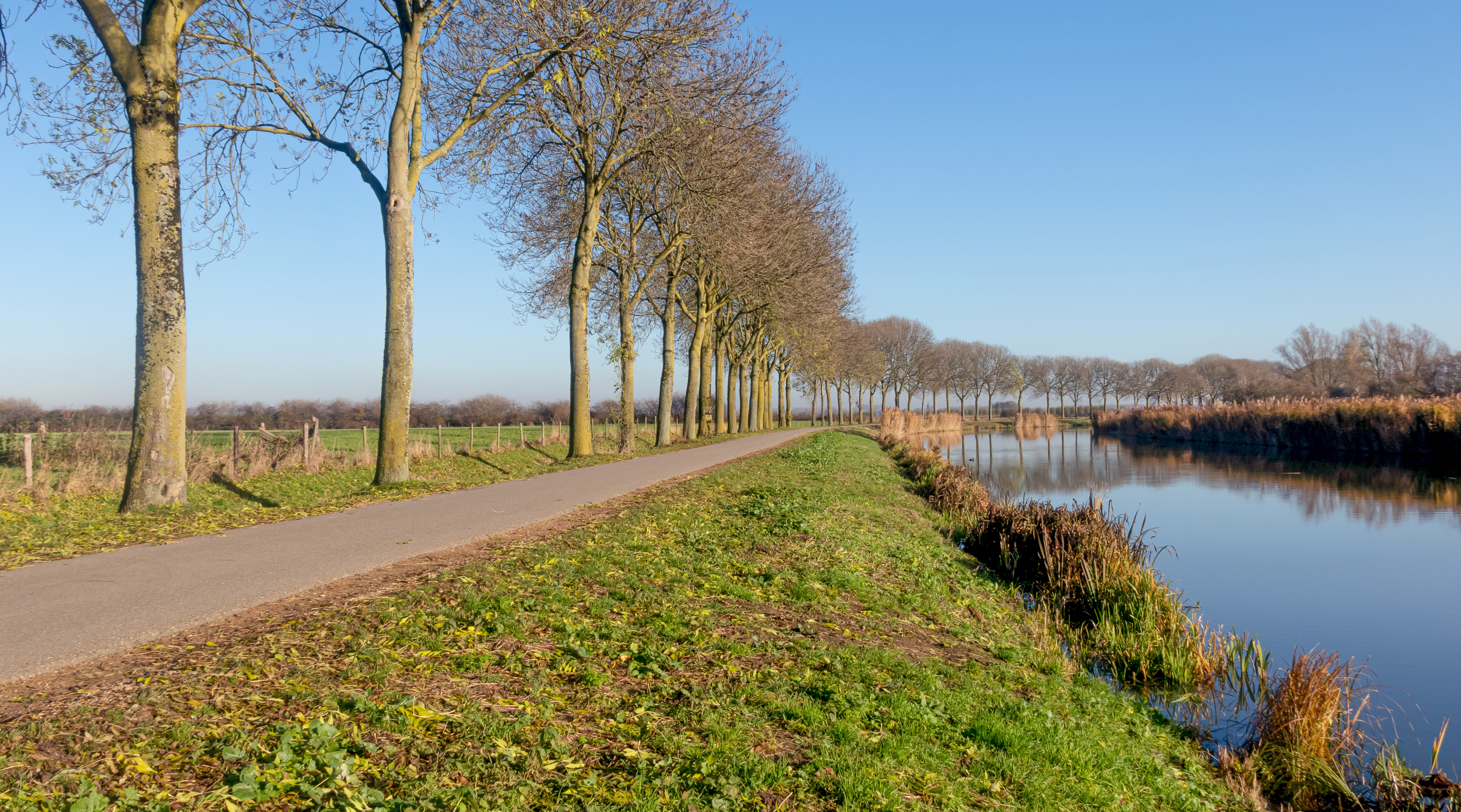
entre Persingen y Nimega, la vista en la calle a lo largo del Meertje
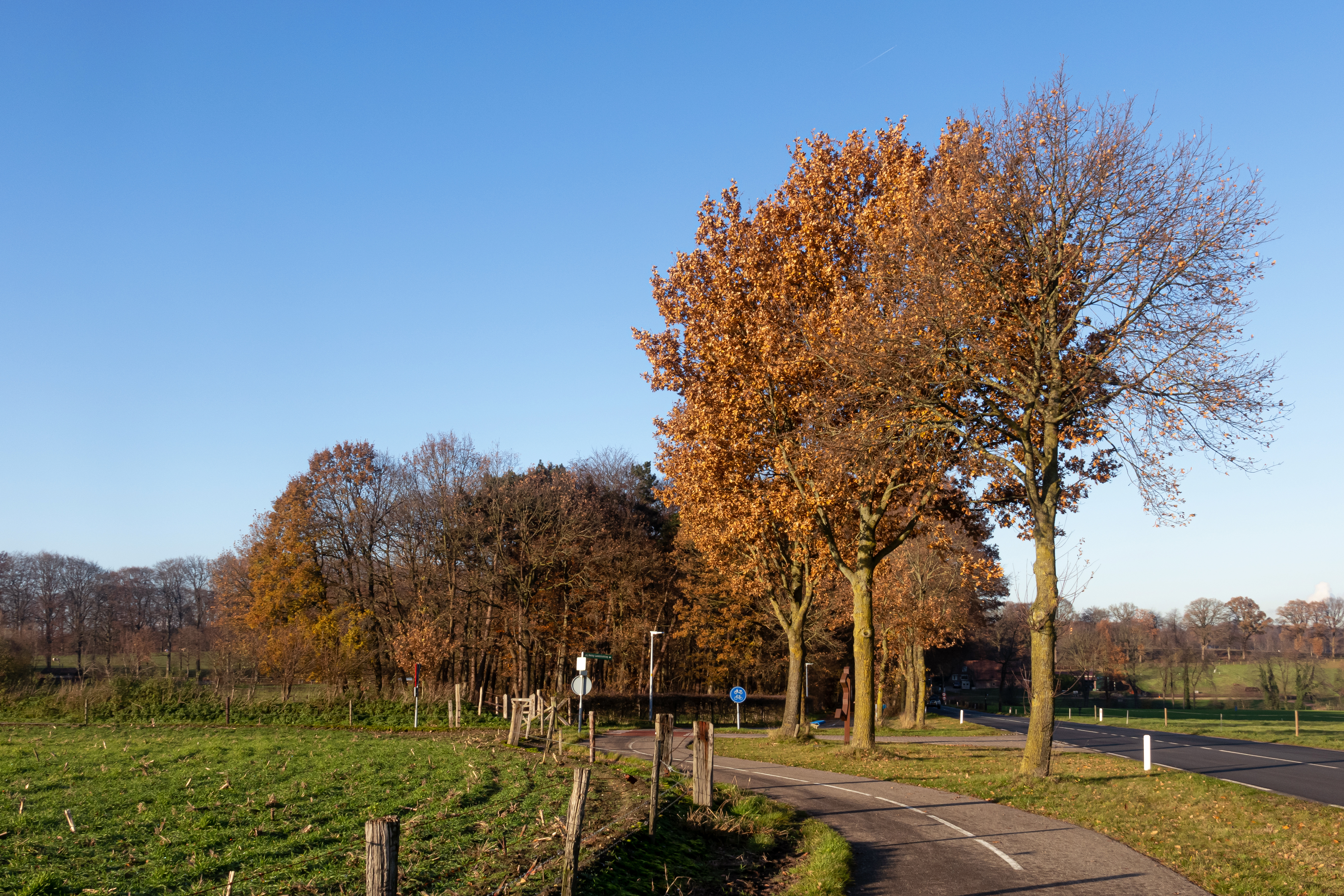
cerca Berg en Dal, los árboles de Zevenheuvelenweg cerca la escultura (de Rode Loper)